# Itáliai uralkodók házastársainak listája
Ez a lap az itáliai uralkodók házastársainak listája. A felsorolás a Bonaparte Napóleon általi francia megszállás idején, 1805-ben kikiáltott Itáliai Királyságtól egészen a második világháborút követően megszűnt egységes Olasz Királyság uralkodóinak hitveseit tünteti fel.

## Itália királynéja (1805–14)

### Bonaparte-ház
| Portré | Uralkodói név                     | Felmenője                                                        | Születése          | Házasságkötése   | Uralkodói hitvessé válása            | Uralkodói hitvesi terminusa vége   | Halála                         | Házastársa  | Forr. |
| ------ | --------------------------------- | ---------------------------------------------------------------- | ------------------ | ---------------- | ------------------------------------ | ---------------------------------- | ------------------------------ | ----------- | ----- |
|        | Joséphine de Beauharnais királyné | Joseph Gaspard de Tascher de La Pagerie (Tascher de La Pageriék) | 1763. június 23.   | 1796. március 9. | 1805. május 26. hitvese trónra lépte | 1810. január 10. válása            | 1814. május 29. (50 évesen)    | I. Napóleon | [ 1 ] |
|        | Ausztriai Mária Lujza királyné    | I. Ferenc osztrák császár (Habsburg–Lotaringiaiak)               | 1791. december 12. | 1810. április 1. | 1810. április 1.                     | 1814. április 6. hitvese lemondása | 1847. december 17. (56 évesen) | I. Napóleon | [ 2 ] |

## Olaszország királynéja (1861–1946)

### Savoya–Carignanói-ház
| Portré | Uralkodói név                | Felmenője                                        | Születése          | Házasságkötése    | Uralkodói hitvessé válása             | Uralkodói hitvesi terminusa vége     | Halála                         | Házastársa          | Forr. |
| ------ | ---------------------------- | ------------------------------------------------ | ------------------ | ----------------- | ------------------------------------- | ------------------------------------ | ------------------------------ | ------------------- | ----- |
|        | Savoyai Margit királyné      | Ferdinánd, Genova 1. hercege (Savoya–Genovaiak)  | 1851. november 20. | 1868. április 21. | 1878. január 9. hitvese trónra lépte  | 1900. július 29. hitvese halála      | 1926. január 4. (74 évesen)    | I. Umbertó          | [ 3 ] |
|        | Montenegrói Ilona királyné   | I. Miklós montenegrói király (Petrović-Njegošok) | 1873. január 8.    | 1896. október 24. | 1900. július 29. hitvese trónra lépte | 1946. május 9. hitvese lemondása     | 1952. november 28. (79 évesen) | III. Viktor Emánuel | [ 4 ] |
|        | Belgiumi Mária José királyné | I. Albert belga király (Szász–Coburg–Gothaiak)   | 1906. augusztus 4. | 1930. január 8.   | 1946. május 9. hitvese trónra lépte   | 1946. június 12. titulusa megszűnése | 2001. január 27. (94 évesen)   | II. Umbertó         | [ 5 ] |

## Forrás
1. ↑  Empress Joséphine Marie Rose de Beauharnais (Tascher de La Pagerie) (angol nyelven) (html). Geni.com
2. ↑  Maria Ludovica Leopoldina Francisca Theresa Josepha Lucia di Austria, Duchess of Parma (angol nyelven) (html). Geni.com
3. ↑  Margherita Maria Teresa Giovanna di Savoia, Regina consorte d'Italia (angol nyelven) (html). Geni.com
4. ↑  Princess Elena Petrović-Njegoš of Montenegro, Regina consorte d'Italia (angol nyelven) (html). Geni.com
5. ↑  Marie-José Charlotte Sophie Louis Amèlie Henriette Olga Gabrielle de Belgique, Regina consorte d'Italia (angol nyelven) (html). Geni.com